# Elvi Svendsen
Elvi Svendsen   (Copenhaguen, 8 de gener de 1920 - municipi de Gladsaxe, 7 de febrer de 2013), posteriorment coneguda amb el nom de casada Elvi Carlsen, fou una nedadora danesa que va competir durant les dècades de 1930 i 1940.
El 1936 va prendre part en els Jocs Olímpics d'Estiu de Berlín, on va disputar dues proves del programa de natació. Fou setena en els 4x100 metres lliures, mentre en els 100 metres lliures quedà eliminada en sèries. Dotze anys més tard, una vegada finalitzada la Segona Guerra Mundial va disputar els Jocs de Londres de 1948, on va disputar els 4x100 metres lliures. L'equip danès guanyà la medalla de plata, però Svendsen no disputà la final, per la qual cosa no li fou entregada la medalla, tot i que el Comitè Olímpic Internacional la hi reconeix actualment.
En el seu palmarès destaca una medalla d'or al Campionat d'Europa de natació de 1947.